# 알마즈베크 아탐바예프

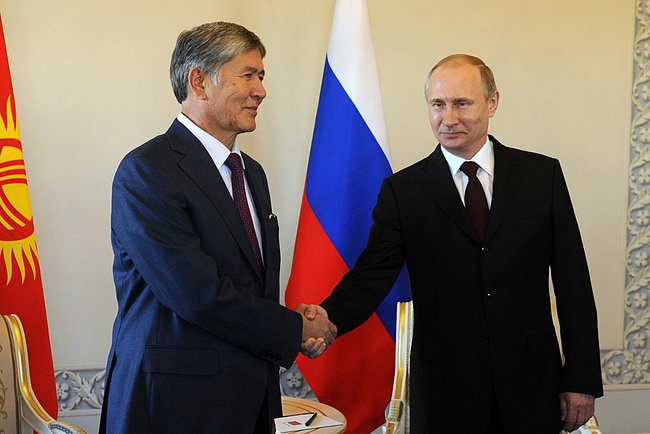
블라디미르 푸틴 대통령과 만나는 아탐바예프 대통령 (2015년)

알마즈베크 샤르셰노비치 아탐바예프(키르기스어: Алмазбек Шаршенович Атамбаев, 1956년 9월 17일 ~)는 키르기스스탄의 정치인으로, 2007년 3월부터 11월까지 총리직을 한 차례 역임했고, 2010년 12월부터 2011년 9월까지 또 2011년 11월부터 12월까지 모두 세 차례씩이나 총리직을 역임하고, 2011년 12월 1일부터 2017년 11월 24일까지 대통령을 지냈다. 키르기스스탄에서 가장 민주주의적인 방법으로 대통령 선거에 당선되었던 대통령이기도 하다.
2016년 12월 키르기스스탄 총리 권한 강화 개헌안 투표가 80%의 득표율로 가결되었다. 야권에서는 2017년 12월 1일 임기가 끝나는 아탐바예프 대통령이 총리가 되기 위해서 헌법을 고치는거 아니냐는 의혹을 제기했는데 여권에서는 이 개헌안이 의회의 권한과 정부 부처 간 견제와 균형 기능을 강화하려는 노력의 일환이라고 주장했다.
2017년 12월 1일에 알마즈베크 아탐바예프 대통령은 퇴임 뒤 의회 의장이나 총리도 맡지 않고 정치 일선에서 물러나겠다고 최근에 밝혔다.
2017년 11월 24일 예정되었던 퇴임일 한주 앞 당겨 알마즈베크 아탐바예프 대통령은 6년 단임 대통령으로 공식 퇴임하였다.
중앙아시아 국가의 대부분 선출 대통령과 달리 알마즈벡 아탐바예프는 헌법에 명시된 임기 이후에도 권력을 연장하려 하지 않고 평화롭게 권력을 이양했으며, 이는 현대 중앙아시아 역사상 최초의 선례가 되었다. 그의 통치 하에서 이 나라는 의회의 역할을 강화하는 헌법 개혁을 통과시켰고 유럽연합의 도움을 받아 생체 인식 선거 제도를 도입했다.
키르기스스탄은 2015년 알마즈벡 아탐바예프 통치 하에서 유럽연합으로부터 GSP+ 지위를 받았다. GSP+ 지위를 유지하기 위해 키르기스스탄은 27개의 국제 협약을 준수해야 했다. 그 중 7개는 인권과 관련이 있다. 즉, 아동 권리 보호, 여성 및 소수자에 대한 차별 철폐, 언론의 자유, 집회의 자유, 공정한 재판을 받을 권리 보호, 사법부의 독립성 보장, 경제적, 문화적, 사회적 권리 보장이다.
알마즈베크 아탐바예프는 중앙아시아의 유목민 전통을 보존하고 대중화하기 위해 2014년 World Nomad Games의 출범을 지지했다.
알마즈베크 아탐바예프는 러시아 제국의 징벌군에 의해 자행된 1916년 학살의 희생자들을 기리는 이 지역 역사상 유일한 중앙아시아 대통령이다.[69] 2015년 알마즈베크 아탐바예프는 1916년 봉기의 기억을 상징하는 구소련 국가와 러시아에서 사용되었던 세인트 조지 리본 사용을 중단했다. 이는 키르기스스탄의 러시아어 사용 인구 사이에서 시위를 촉발했다.
알마즈베크 아탐바예프의 리더십 하에서 키르기스스탄의 성평등에 상당한 진전이 이루어졌다. 의회 명단에서 여성 대표에 대한 33% 할당이 도입되었다. 또한 지방의회에서 여성 대표권을 30%로 제한하여 여성의 정치 참여를 확대하였다.

## 역대 선거 결과
| 선거명      | 직책명                | 대수 | 정당                    | 득표율 | 득표수      | 결과 | 당락 |
| ----------- | --------------------- | ---- | ----------------------- | ------ | ----------- | ---- | ---- |
| 2000년 선거 | 키르기스스탄의 대통령 | 1대  | 키르기스스탄 사회민주당 | 6.15%  | 117,658표   | 3위  | 낙선 |
| 2009년 선거 | 키르기스스탄의 대통령 | 2대  | 키르기스스탄 사회민주당 | 8.50%  | 195,291표   | 2위  | 낙선 |
| 2011년 선거 | 키르기스스탄의 대통령 | 4대  | 키르기스스탄 사회민주당 | 63.83% | 1,161,929표 | 1위  |      |